# Spiezer Chronik
Lo Spiezer Chronik o Spiezer Schilling è una cronaca medievale svizzera, scritta dallo storico Diebold Schilling il Vecchio nel biennio 1484-85.

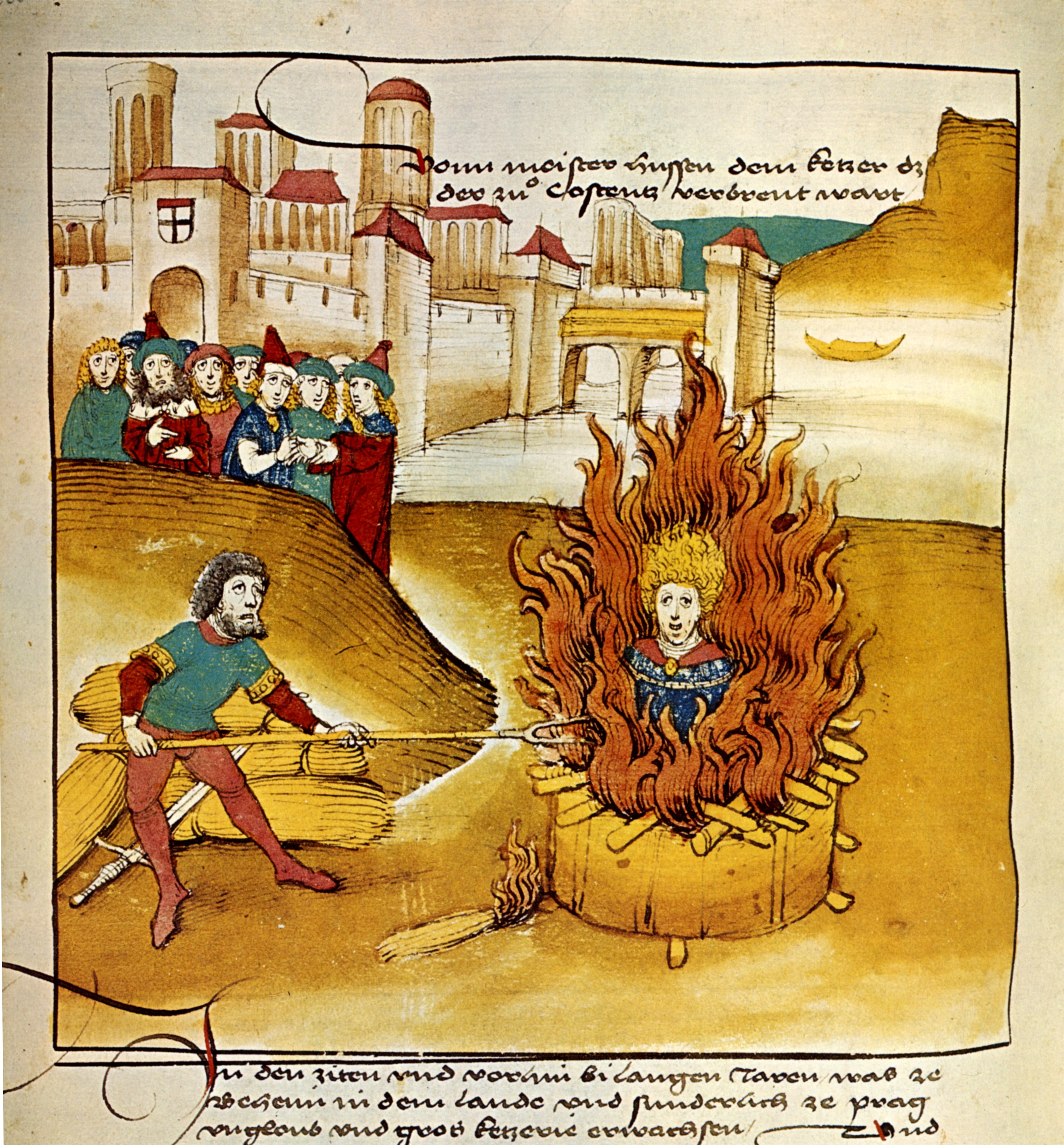
Il rogo del maestro Jan Hus

Il manoscritto si basa su vari modelli di Konrad Justinger e Benedikt Tschachtlan. L'opera fu commissionata da Rudolf von Erlach.
Essa contiene la storia antica della città di Berna dalla sua fondazione avvenuta nell'anno 1152 fino agli eventi del 1465.
Il volume consta di 808 pagine e molte vicende sono descritte attraverso 344 illustrazioni.
La Cronaca di Spiez fu l'ultima opera di Schilling che morì nel 1486. L'opera è stata conservata nella Biblioteca del castello di Spiez fino al 1875, ed è attualmente conservato nella biblioteca della Borghesia di Berna.
Un'edizione facsimile è stata pubblicata in versione limitata di 980 copie numerate.